# Tails
Tails (The Amnesic Incognito Live System) ist eine auf Debian basierende Linux-Distribution. Ihr Ziel ist es, die Privatsphäre und Anonymität des Nutzers zu schützen. Um dies zu erreichen, setzt Tails insbesondere auf die Nutzung des Tor-Netzwerks. Das System kann direkt von einer Live-DVD oder einem USB-Stick gebootet werden und hinterlässt dann keine Spuren auf dem genutzten Computer.

## Weitere Einzelheiten
Tails bietet eine vorkonfigurierte Arbeitsumgebung mit Programmen zur sicheren Kommunikation und dem sicheren Umgang mit Dateien. Kernstück ist der Tor Browser zum anonymen Surfen im Internet. Ebenfalls enthalten sind ein E-Mail-Client und ein Chat-Programm, die wie viele weitere Anwendungen für die Nutzung des Tor-Netzwerkes und verschlüsselter Kommunikation vorkonfiguriert sind. Neben dem Office-Paket LibreOffice sind weitere Programme zur Bildbearbeitung, zum Videoschnitt und zur Verschlüsselung von Dateien und Festplatten enthalten. Als Arbeitsumgebung nutzt Tails Gnome. Ab Version 1.7 ist es möglich, mittels eines Offline-Modus alle Netzwerkverbindungen abzuschalten, um eine vertrauliche Arbeit an Dokumenten zu unterstützen. Als gedächtnisloses („amnesic“) System verwirft Tails standardmäßig alle Daten beim Herunterfahren. Ein verschlüsselter persistenter Speicher kann bei Bedarf eingerichtet werden, um Einstellungen und Dateien auf dem genutzten USB-Stick dauerhaft zu sichern.
Tails finanziert sich durch Spenden. Seit 2014 wurden jährlich im Durchschnitt 210.000 € Spenden eingenommen, wobei rund ein Drittel der Spender einen Bezug zur US-Regierung hatten und ein weiteres Drittel von Stiftungen und Nicht-Regierungsorganisationen kam. Das restliche Drittel verteilt sich laut Angaben des Projekts auf Einzelpersonen (17 %) und Unternehmen (15 %). Die Linux-Distribution wird unter anderem auch von Edward Snowden empfohlen und konnte im Zuge des NSA-Skandals ihre Bekanntheit erhöhen.
Tails wurde erstmals am 23. Juni 2009 veröffentlicht – damals noch unter dem Namen Amnesia. Im Sommer 2014 erschien Version 1.0 und im Januar 2016 schließlich 2.0, das auf einer neueren Debian-Version basiert. Im Juni 2017 wurde Version 3.0 veröffentlicht, die auf Debian 9 (stretch) basiert, und nur noch auf Rechnern mit 64-Bit-Architektur läuft.
Mit der Version 3.12 wird die Distribution erstmals als USB-Image angeboten. Am 22. Oktober 2019 erschien Tails 4.0 mit mehr Änderungen als in vergangenen Jahren und basiert auf Debian 10 (buster). Am 27. Februar 2024 wurde Tails 6.0 veröffentlicht, welches auf Debian 12 (Bookworm) basiert und Gnome 43 verwendet.
In der folgenden Liste sind einige der standardmäßig enthaltenen Programme aufgeführt. Eine vollständige Liste ist auf der Tails-Homepage zu finden. Weitere Anwendungen können zusätzlich installiert werden, wodurch jedoch die in Tails gewährte Sicherheit gefährdet werden kann.
| Programm              | Zweck                                                                                              |
| --------------------- | -------------------------------------------------------------------------------------------------- |
| Tor                   | Anonymisierung des Datenverkehrs durch das Tor-Netzwerk                                            |
| Tor Browser           | Standardwebbrowser zum Surfen im Internet (entspricht einem vorkonfigurierten Mozilla Firefox ESR) |
| Pidgin                | Instant Messenger, bei Tails mit dem OTR-Plugin vorkonfiguriert                                    |
| Thunderbird           | E-Mail-Client mit Enigmail für OpenPGP Unterstützung                                               |
| Electrum              | Programm zur Verwaltung von Bitcoin-Wallets                                                        |
| LUKS                  | Dient mit Hilfe von Gnome Disks dem Erstellen von verschlüsselten Speichermedien                   |
| GnuPG                 | GNU-Implementierung von OpenPGP zum Ver- und Entschlüsseln von Dateien und Nachrichten             |
| pwgen                 | Passwortgenerator                                                                                  |
| GNOME Screen Keyboard | Virtuelle Tastatur, versucht Hardware-Keylogger zu umgehen                                         |
| MAT                   | Programm, um Metadaten aus Dateien zu entfernen                                                    |
| KeePassXC             | Passwortmanager                                                                                    |
| AppArmor              | Beschränkung der Rechte von Programmen                                                             |

## Nutzung eines Programmfehlers zur Strafverfolgung
Im Jahr 2020 wurde bekannt, dass Facebook Inc. (Heute: Meta Platforms) 2017 eine externe Firma für ein sechsstelliges Honorar mit der Entwicklung und Programmierung eines Zero-Day-Exploits beauftragt hatte, um mit der untergeschobenen Malware einen junge Frauen erpressenden Facebook-Nutzer Brian Kil, der sich mit Tails tarnte, über das FBI zu ermitteln. Der Fehler im Code wurde trotz fehlender Meldung von Facebook oder dem FBI beseitigt.